# Дефекти металів

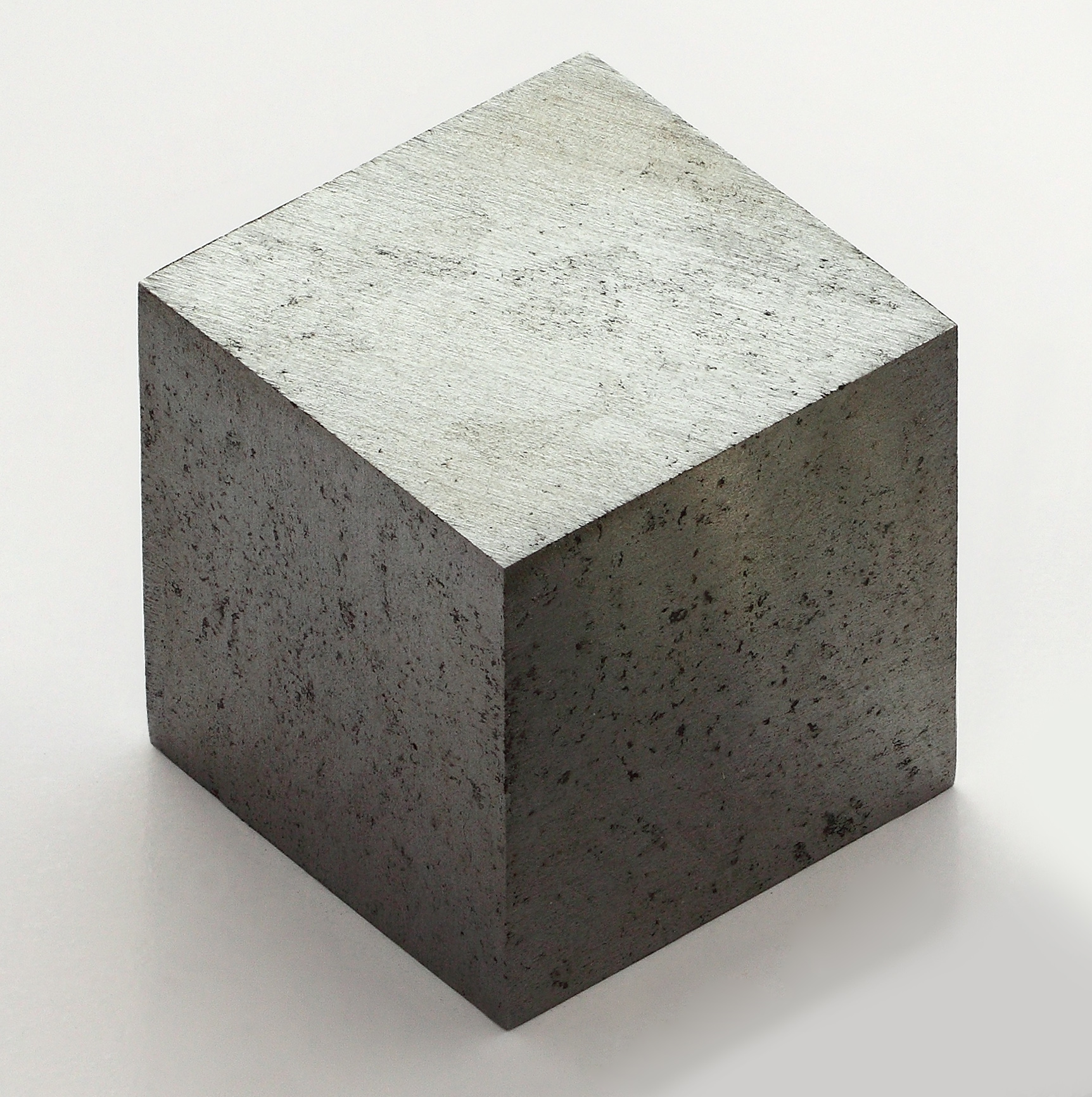
Макродефекти металу у вигляді усадкової пористості

Дефе́кти мета́лів (англ. metals defect) — порушення регулярної кристалічної структури металів. Виникають під час виготовлення й експлуатації виробів, істотно впливаючи на комплекс їхніх властивостей.

## Класифікація дефектів металевих матеріалів
Дефекти металів розрізняють за розташуванням (поверхневі, внутрішні), за умовами появи (виробничо-технічні, технологічні, експлуатаційні) та походженням (механічні, термічні, корозійні, зварювальні, ливарні тощо). Крім того, їх за розмірами поділяють на субмікродефекти (дефекти в кристалах), мікро- і макродефекти.

### Субмікродефекти
Субмікродефекти проявляються у порушенні періодичності розміщення атомів у реальних кристалах. Виникають як під час росту кристалів, так і після їх утворення в результаті теплового, механічного, радіаційного, електричного, магнітного та інших впливів. За геометричними ознаками субмікродефекти поділяють на точкові, лінійні та плоскі. Точковими дефектами є вакансії, атоми у міжвузловині, домішкові (сторонні) атоми. До лінійних дефектів належать дислокації, до плоских — границі зерен кристалів, ряди та сітки дислокацій тощо.

### Мікродефекти
До мікродефектів належать порушення у структурі, що їх виявляють оптичними мікроскопами. Деякі з них, наприклад мікропори, мікротріщини, мікропузирі газів або дрібні включення інтерметалідів і карбідів, утворюються внаслідок росту відповідних субмікродефектів. Тривалий нагрів до високих температур спричинює перегрів металу — виникнення крупнокристалічної структури. При вищих температурах можливий перепал металу, що характеризується окисненням, а іноді й частковим оплавленням границь зерен.
Особливим видом мікродефектів є залишкові мікронапруження, зосереджені в межах окремих зерен полікристала й зумовлені надлишком дислокацій одного знака. До мікродефектів належать і дендрити, що утворюються внаслідок мікроскопічної ліквації й призводять при низькотемпературному деформуванні до розшарування через виникнення волокнистої або смугастої структури. Такі структури здебільшого властиві сталям, що містять неметалеві включення. Плени (тонкі шлакові або окисні плівки) всередині литих металів і непровари виникають під час зварювання плавленням.

### Макродефекти
Макродефекти (тріщини, пори, газові пузирі) іноді розвиваються з мікродефектів. Газові пузирі призводять до виникнення дірчастості при усадці в процесі тверднення рідких металів, що супроводиться звичайно утворенням усадкової раковини — воронкоподібної порожнини у верхній частині виливка. Якщо в сталі є водень, виникають флокени — внутрішні тріщини, заповнені воднем. До макродефектів належать і порушення суцільності зовнішніх частин здеформованого металу, вм'ятини, риски, подряпини тощо.

## Наслідки наявності дефектів у металах
Макродефекти здебільшого знижують конструкційну міцність і надійність металевих виробів. Мікродефекти, і особливо субмікродефекти, можуть зміцнювати метали й водночас створювати потенційні зародки місць руйнування їх. В зв'язку з цим при проведенні термічної чи механіко-термічної обробки металів прагнуть до утворення оптимальної кількості й певного розподілу дефектів. Найпоширенішим методом «заліковування» дефектів металів є термічна обробка.
Виявляють дефекти металів методами дефектоскопії, металографічним або рентгеноструктурним аналізом тощо.